# 尾崎碧里
尾崎 碧里（おざき あおり、1994年10月31日 - ）は、キリンプロ大阪オフィスに所属していた日本の女優。

## 出演

### 舞台
- 明日への扉〜夢にむかって〜（門真市民文化会館ルミエールホール 小ホール[1]、2006年） - 渡辺香苗 役

### CM・スチール
- 阪神高速道路公団